# Rumex azoricus
Rumex azoricus — вид трав'янистих рослин з родини Гречкові (Polygonaceae), ендемік Азорських островів.

## Опис
Рослина висотою 90–160 см. Період цвітіння: у червні — серпні.

## Поширення
Ендемік Азорських островів (о. Корву, Фаял, Сан-Жорже, Сан-Мігель, Терсейра).